# Сербська Автономна Область Східна Славонія, Бараня і Західний Срем
Сербська Автономна Область Східна Славонія, Бараня і Західний Срем (серб. Српска аутономна област Источна Славонија, Барања и Западни Срем / Srpska autonomna oblast Istočna Slavonija, Baranja i Zapadni Srem) або САО Східна Славонія, Бараня і Західний Срем — колишня самопроголошена сербська автономна область у Хорватії. Одна з трьох САО, які заснували Республіку Сербська Країна у 1991 р. САО Східна Славонія, Бараня і Західний Срем включала частини таких географічних регіонів: східна Славонія, Бараня та західний Срем.
САО було оголошено 25 червня, а 26 червня її першим президентом було оголошено Горана Хаджича. 26 лютого 1992, увійшла у склад Республіки Сербська Країна. Вихід зі складу Республіка Сербська Країна, через повернення контролю над нею хорватами під час операції Буря 4 серпня – 7 серпня 1995.
Населення цього району було етнічно змішаним. Перед війною було 192,163 мешканців з них 90,454 (47%) хорвати, 61,492 (32%) серби, і 40,217 (21%), інші (угорці, цигани, німці, русини, словаки тощо).